# Big Game (película)
Big Game es una película anglofinesa de acción y aventuras dirigido por Jalmari Helander en 2014 y protagonizada por Samuel L. Jackson, Onni Tommila, Felicity Huffman, Victor Garber, Ted Levine, Jim Broadbent y Ray Stevenson.
El estreno tuvo lugar en el Festival Internacional de Cine de Toronto con gran acogida por parte de la crítica, de los cuales, algunos valoraron la "mirada atrás a las películas de acción de los 80 y 90".

## Argumento
Cuando el Air Force One sobrevuela el espacio aéreo finés es objeto de un ataque terrorista, por lo que el presidente William Alan Moore (Samuel L. Jackson) tiene que ser evacuado en su cápsula. Esta acaba cayendo en una zona boscosa donde la única compañía que tiene es la de Oskari (Onni Tommila), un joven de 13 años que debe pasar la noche en el bosque y cazar un animal salvaje para ser considerado un "hombre" entre su comunidad acorde con una tradición rural. Tras liberarle de la cápsula, ambos forman un equipo para escapar del acecho de los terroristas, los cuales pretenden tomar al mandatario como rehén como "premio de caza". Al mismo tiempo, agentes de la CIA tratan de dar con su paradero.

## Reparto
- Samuel L. Jackson como Pte. William Alan Moore.
- Onni Tommila como Oskari.
- Felicity Huffman como Directora de la CIA.
- Victor Garber como Vicepte. de Estados Unidos.
- Ted Levine como Gral. Underwood
- Jim Broadbent como Herbert.
- Ray Stevenson como Agente del Servicio Secreto Morris.
- Mehmet Kurtuluş como Hazar.
- Jorma Tommila como Tapio

## Recepción

### Taquilla
Con un presupuesto de 8,5 millones de euros, es la producción más cara del cine finés.
En la primera semana (a partir del 20 de marzo de 2015) en la cartelera finesa, el film alcanzó el cuarto puesto con una recaudación aproximada de 324.000 euros y en la siguiente alcanzó el segundo, pero con un descenso del público que rondó el -38%. El 26 de abril había recaudado 1.041.463 euros.
A nivel internacional, la recaudación fue de 7.455.218 dólares.

### Críticas
Las críticas fueron en su mayor parte positivas. Desde Rotten Tomatoes el film obtuvo un 76% de nota de un total de setenta y seis reseñas y una media de 6.1 de 10. Más equitativa fue la recepción en Metacritic con un 53% de un total de dieciocho.